# Ekaterina Derjavina
Ekaterina Vladimirovna Derjavina (en russe : Екатерина Владимировна Державина), née à Moscou en 1967, est une pianiste classique.

## Biographie
Ekaterina Derjavina a commencé sa formation de piano à l'âge de 6 ans sous la direction de Iouri Polounine. À 14 ans, elle rentre à l'école de musique Gnessine à Moscou où elle étudie avec Valeria Polounina. À 19 ans, elle est admise à Académie russe de musique Gnessine avec le professeur Vladimir Tropp.

## Carrière
Parmi ses premiers succès aux concours de piano, on trouve le troisième prix et le prix spécial pour la meilleure interprétation d'une œuvre romantique (Kreisleriana de Robert Schumann), au Russian Piano Competition, en 1989, et le premier prix au Concours international de piano J.S. Bach à Sarrebruck en Allemagne, en 1992, pour son interprétation des Variations Goldberg. Son enregistrement des Variations Goldberg a été publié en 1996, et a reçu le « Choc » décerné par le journal français Le Monde de la musique en 1999.
Ekaterina Derjavina a donné des concerts en Autriche, en Allemagne, en France, en Slovaquie, au Luxembourg, au Liechtenstein, en Finlande, au Canada et bien sûr, en Russie, en Ukraine et en Biélorussie. Elle a également participé à plusieurs festivals de musique internationaux, notamment le Mosel Festwochen et le Thüringer BachWochen en Allemagne, le Festival international de Lanaudière au Canada, et le Festival de musique de Bratislava en Slovaquie.

## Discographie
- 1994 Bach, Variations Goldberg
- 2004 Schumann, Kreisleriana
- 2006 Medtner, Mélodies Oubliées et autres pièces pour piano
- 2013 Haydn, Intégrale des sonates pour piano
- 2016 Bach, Suites françaises
- 2017 Stantchinski, Œuvres pour piano

## Source
Classical Archives